# Artem Sawin
Artem Serhijowycz Sawin, ukr. Артем Сергійович Савін (ur. 20 stycznia 1981 roku w Ługańsku) – ukraiński piłkarz, grający na pozycji obrońca, a wcześniej pomocnika i napastnika.

## Kariera piłkarska

### Kariera klubowa
W 1998 rozpoczął karierę piłkarską w zespole Awanhard Roweńki, skąd w 2000 przeszedł do Szachtara Donieck, ale występował tylko w trzeciej i drugiej drużynie donieckiego klubu. W 2003 został wypożyczony do Metałurha Donieck, a w następnym roku do Illicziwca Mariupol i FK Ołeksandrija. Latem 2006 został piłkarzem Krywbasa Krzywy Róg. Na początku 2007 przeniósł się do Zorii Ługańsk. Latem 2008 powrócił do Illicziwca Mariupol. W lipcu 2012 zmienił klub na Olimpik Donieck.